# 晋安公主 (唐朝)
晋安公主（?—?），姓李，名不详。中国唐朝唐太宗李世民第十三女，母不明，嫁给了岚州（今山西岚县）刺史韦思安，不知何故改嫁杨仁辂。薛顗因弟弟薛绍即将迎娶太平公主而询问堂叔祖薛克构时，薛克构称晋安公主的例子被时人引为娶公主之诫，“晋安公主的丑事上报后，皇帝下诏审问，汴州司法李思祯、有司御独孤元康等人因为肮脏的情况同时被流放、杖杀的有十一人”。
晋安公主生卒年不详，陪葬昭陵。